# Maciej Żurawski (labdarúgó, 2000)
Maciej Żurawski (Toruń, 2000. december 22. –) lengyel korosztályos válogatott labdarúgó, a Warta Poznań középpályása.

## Pályafutása

### Klubcsapatokban
Żurawski a lengyelországi Toruń városában született. Az ifjúsági pályafutását a helyi Włókniarz Toruń és Elana Toruń csapataiban kezdte, majd 2016-ban a Pogoń Szczecin akadémiájánál folytatta.
2017-ben debütált a Pogoń Szczecin tartalék, majd 2018-ban az első osztályban szereplő felnőtt csapatában. Először a 2019. május 19-ei, Cracovia ellen 3–0-ra megnyert mérkőzés 82. percében, Jarosław Fojut cseréjeként lépett pályára. Első gólját 2020. november 27-én, a Górnik Zabrze ellen 2–1-re elvesztett találkozón szerezte meg. A 2020–21-es szezon második felében a Warta Poznań csapatánál szerepelt kölcsönben.
2022. július 20-án kétéves szerződést kötött a Warta Poznań együttesével. 2022. július 30-án, a Miedź Legnica ellen idegenben 2–1-re megnyert bajnokin debütált, majd a 60. percben meg is szerezte első gólját a klub színeiben.

### A válogatottban
Żurawski az U17-estől az U21-es válogatottig minden korosztályban képviselte Lengyelországot.
2021-ben debütált az U21-es válogatottban. Először a 2021. március 26-ai, Szaúd-Arábia ellen 7–0-ra megnyert barátságos mérkőzésen lépett pályára és egyben meg is szerezte első gólját a válogatottban.

## Statisztikák
2023. március 12. szerint
| Klub                      | Szezon   | Osztály     | Bajnokság | Bajnokság | Kupa és Ligakupa | Kupa és Ligakupa | Nemzetközi | Nemzetközi | Összesen | Összesen |
| Klub                      | Szezon   | Osztály     | Meccs     | Gól       | Meccs            | Gól              | Meccs      | Gól        | Meccs    | Gól      |
| ------------------------- | -------- | ----------- | --------- | --------- | ---------------- | ---------------- | ---------- | ---------- | -------- | -------- |
| Pogoń Szczecin            | 2018–19  | Ekstraklasa | 1         | 0         | 0                | 0                | —          | —          | 1        | 0        |
| Pogoń Szczecin            | 2019–20  | Ekstraklasa | 9         | 0         | 0                | 0                | —          | —          | 9        | 0        |
| Pogoń Szczecin            | 2020–21  | Ekstraklasa | 7         | 1         | 1                | 0                | —          | —          | 8        | 1        |
| Pogoń Szczecin            | 2021–22  | Ekstraklasa | 20        | 3         | 1                | 0                | —          | —          | 21       | 3        |
| Pogoń Szczecin            | Összesen | Összesen    | 37        | 4         | 2                | 0                | 0          | 0          | 39       | 4        |
| Warta Poznań (kölcsönben) | 2020–21  | Ekstraklasa | 15        | 0         | 1                | 0                | —          | —          | 16       | 0        |
| Warta Poznań              | 2022–23  | Ekstraklasa | 21        | 4         | 2                | 0                | —          | —          | 23       | 4        |
| Warta Poznań              | Összesen | Összesen    | 36        | 4         | 3                | 0                | 0          | 0          | 39       | 4        |
| Összesen                  | Összesen | Összesen    | 73        | 8         | 5                | 0                | 0          | 0          | 78       | 8        |